# 上河口駅
上河口駅（じょうかこうえき）は中華人民共和国遼寧省丹東市寛甸満族自治県にある、中国国家鉄路集団（CR）の駅。

## 路線
- 中国国家鉄路集団
  - 鳳上線
- 朝鮮民主主義人民共和国鉄道省
  - 平北線

## 歴史
- 1950年 - 開業。

## 隣の駅
中国国鉄
鳳上線
長甸駅 - 上河口駅 - 青水駅（→朝鮮民主主義人民共和国鉄道省平北線に接続）